# Messerschmitt Me 410
Pour les articles homonymes, voir Messerschmitt.
Le Messerschmitt Me 410 Hornisse (frelon) était un chasseur lourd et un bombardier rapide allemand de la Seconde Guerre mondiale, développé à partir du désastreux Messerschmitt Me 210. 
Bien que le 410 fut un simple dérivé du 210, ce dernier avait gagné une si mauvaise réputation qu'on décida de changer le nom de l'avion.

## Développement
Depuis 1939, la Luftwaffe avait prévu d'adopter le Me 210, successeur du célèbre mais vulnérable Bf 110, mais il se montrait si instable qu'il n'était jamais entré en production. 
Néanmoins, les Hongrois avaient réalisé une série de modifications mineures sur la configuration de l'avion, qui le rendait supérieur aux modèles allemands. 
Le résultat, appelé Me 210C, fut tel que des pourparlers furent engagés pour produire l'avion en Allemagne, sous la désignation de Me-210D, mais au fur et à mesure que les études avançaient, on décida d'introduire plutôt un nouveau modèle, le Me 410.
La principale évolution était l'adoption de moteurs DB 603, d'une cylindrée supérieure au DB 605, et capables de fournir 1 750 chevaux, au lieu de 1 500. Cette puissance supplémentaire permit d'améliorer à la fois la vitesse de pointe qui passa à 625 km/h, celle de croisière qui atteignit 579 km/h, mais aussi le plafond et le taux de montée. 
Les innovations testées sur le Me 210, qui avaient démontré qu'elles amélioraient le comportement de l'avion, furent retenues sur le Me 410 : le fuselage était ainsi rallongé et les bords d'attaque des ailes pourvus de becs. On ajouta aussi des points d'emport pour quatre bombes de 50 kg, pour exploiter l'accroissement de la masse maximale au décollage. Au total, ces modifications augmentaient la masse à vide de 680 kg, mais le surcroît de puissance des nouveaux moteurs compensait largement cette différence. 
Le Me 410 fut en quelque sorte l'avion que le Me 210 aurait dû être. Les premières livraisons commencèrent à la mi-1943, plus de deux ans plus tard que prévu.

## Service opérationnel
Dans le rôle de destructeur de bombardiers, l'avion obtint quelques succès contre les formations de l'USAAF non escortées, en particulier par le II/ZG26, mais malgré ses bonnes performances, il n'était pas de taille contre les chasseurs d'escorte tels le P-51, ou le P-47, beaucoup plus légers et manœuvrables. Les unités de Me 410 furent régulièrement décimées par les patrouilles de chasseurs alliés opérant autour des vagues de bombardiers. Ce même II/ZG26 perdit ainsi douze Me 410 le 13 mai 1944, après avoir été surpris par 20 P-51.
À partir de l'été 1944, les Me 410 furent donc retirés des missions de chasse au profit de monomoteurs, comme le Messerschmitt Bf 109, ou le Focke-Wulf Fw 190.
Comme bombardier, le Me 410 se révéla une proie difficile pour les chasseurs de nuit britanniques. La première unité à utiliser l'avion dans ce rôle fut le V/KG 2, qui perdit son premier Me 410, abattu dans la nuit du 13 au 14 juillet 1943 par un Mosquito. 
Le Me 410 fut aussi utilisé, avec des Junkers Ju 188, comme avion de reconnaissance à haute altitude, en particulier pendant la bataille de Normandie. De façon générale, l'avion fut apprécié par ses équipages pour sa vitesse élevée et son armement important, mais il n'était cependant pas à l'abri des chasseurs modernes des Alliés (Mustang P-51 et Republic P-47 Thunderbolt).
Assez bizarrement, au contraire de son prédécesseur Bf 110, il se révéla inadaptable à la chasse de nuit — on ne put adapter en son nez un radar de recherche —, malgré des performances comparables à celle du Mosquito. 
Avec ses versions anti-navires, il commençait tout juste à affronter les chasseurs anglais de jour dans la bataille de l'Atlantique, quand le débarquement mit fin à cette activité.

## Production et variantes

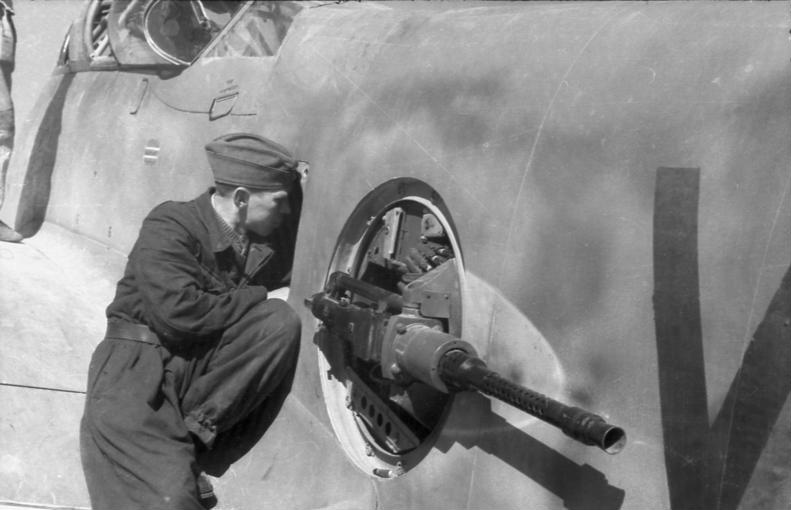
Me 210, Afrique du Nord, un tourelleau latéral arrière et sa MG 131 de 13 mm.

La production du Me 410 commença par la série des Me 410A-1, armés de deux canons MG-151/20 de 20 millimètres et deux mitrailleuses MG-17 de 7,92 dans le nez.
La production de chasseurs lourds Me 410A-2, armés deux canons MK 103 de 30 mm, fut, elle, annulée du fait du retard pris dans la production de ce canon. 
Trois Umrüst-Bausätze (kit de conversion) furent fournis pour l'avion : 
- Le U1 avec un ensemble de caméras pour utiliser l'avion dans un rôle de reconnaissance.
- Le U2 avec deux canons MG-151/20 supplémentaires alimentés à 250 coups.
- Le U4 avec un canon BK-5 de 50 mm, approvisionné avec 21 obus. Bien que le BK-5 soit susceptible de détruire un bombardier à plus de mille mètres, bien au-delà de la portée des mitrailleuses de défense, sa faible cadence de tir et sa faible réserve de munitions firent que les U2 et leurs quatre canons de 20 mm se révélèrent plus utiles.

Au début 1944, le Me 410A-3, destiné lui aussi à la reconnaissance, fut mis en service : son fuselage avait été élargi et embarquait ainsi plus de caméras et de carburant.
Il fut utilisé par trois Staffeln (escadrilles), deux à l'est et une à l'ouest.
Toujours début 1944 apparut la version Me 410B, sur laquelle les MG-17 montées dans le nez étaient remplacées par des MG-131 de 13 mm. Les moteurs restaient des DB-603A ou AA, car le développement du DB-603G de 1900 chevaux qui aurait dû équiper l'avion fut abandonné. Trois variantes B-1, B-2 et B-3, remplacèrent respectivement les A-1, A-2 et A-3. 
Quelques versions expérimentales furent par ailleurs construites, comme le Me 410B-5, un bombardier torpilleur à long rayon d'action, doté du radar FuG 200 Hohentwiel. Les MG-131 de nez avaient été supprimés pour laisser la place au radar, la soute à bombes et les tourelleaux défensifs arrière étaient remplacés respectivement par un réservoir de 650 et 700 litres, un point d'attache sous le fuselage permettant d'embarquer la torpille. 
La variante B-6, bien qu'aussi équipée du FuG 200, était moins profondément modifiée, car destinée à la lutte anti-navire côtière avec des bombes. 
Les B-7 et B-8, des améliorations du B-3, restèrent elle aussi au stade des prototypes.
Étudiée pour améliorer les performances en altitude, la variante Me 410C resta au stade de la planche à dessin. Deux nouvelles ailes avaient été dessinées, avec 18,25 et 20,45 mètres d'envergure, le train d'atterrissage s'éclipsait alors directement vers l'arrière. Un montage universel des moteurs avait aussi été étudié permettant aussi bien le montage de DB-603JZ, ou de BMW-801TJ (tous deux turbocompressés), ou de Jumo 213 avec un compresseurs mécaniques à deux étages. Ces moteurs entraînaient une nouvelle hélice quadripale, dont les pales étaient très larges; les deux moteurs à refroidissement liquide employaient le radiateur annulaire du Jumo 213, ce qui permit de supprimer les radiateurs sous les ailes. Néanmoins, aucun de ces avions ne fut construit, la production du Me 410 étant arrêtée avant que les moteurs n'arrivent à maturité. 
Le Me 410D, moins ambitieux, atteignit quant à lui la production de série, même si ce fut à quelques exemplaires : il ne différait du B que par le montage du DB-603JZ; la tentative prévue de le doter de panneaux extérieurs de voilure en bois, pour économiser les matériaux stratégiques, échoua avec la destruction de l'usine de Tego film par l'aviation alliée, privant l'industrie allemande de colles performantes pour cet usage. 
Finalement, en août 1944, la production du Me 410 fut arrêtée pour concentrer les capacités de production sur le Messerschmitt Bf 109. 
Un total de 1160 Me 410 furent produits.

## Survivants
Il existe de nos jours dans le monde deux Me 410 : le premier est exposé au Royal Air Force Museum London, à la base de la RAF Cosford (en) (voir photo en tête d'article); l'autre est stocké au National Air and Space Museum, attendant sa restauration.

### Développement lié
- Messerschmitt Me 210
- Messerschmitt Me 310

### Aéronefs comparables
- Messerschmitt Bf 110
- de Havilland Mosquito
- Northrop P-61 Black Widow